# Llave (signo gráfico)
La llave ({ o }) es un signo ortográfico auxiliar que está constituido por dos líneas sinuosas que forman una pequeña punta en el centro. 
Se trata de un signo doble, es decir, posee uno de apertura —la llave que apunta hacia la izquierda ({)— y otro de cierre —la llave que apunta hacia la derecha (})—. Aun así, puede ocuparse como signo simple o doble, ya que depende de sus usos.
Sus principales dos funciones son encerrar incisos aclaratorios o explicativos (al igual que los paréntesis) y su utilización, generalmente en un mayor tamaño, en cuadros sinópticos y otros tipos de esquemas. 

## Uso en cuadros sinópticos y esquemas
Se utiliza principalmente en cuadros sinópticos o esquemas para hacer cualquier investigación, para abarcar varios elementos en líneas diferentes y que constituyan una enumeración a partir de un concepto dado, generado por la apertura o cierre de llave. Normalmente se emplea el signo de apertura, aunque en esquemas complejos pueden combinarse ambos. 
{\displaystyle {\text{Paréntesis}}\left\{{\begin{array}{l}{\text{Paréntesis}}\\{\text{Corchetes}}\\{\text{Llave}}\end{array}}\right.}
En otro orden esquemático pueden darse variaciones:
{\displaystyle \left.{\begin{array}{r}{\text{El punto}}\\{\text{La coma}}\\{\text{El punto y coma}}\\{\text{Las comillas}}\\{\text{Los paréntesis}}\\{\text{Los signos de interrogación}}\\{\text{Los puntos suspensivos}}\\{\text{La raya}}\end{array}}\right\}{\text{Signos de puntuación}}}
También se emplean para presentar alternativas en un determinado contexto:
{\displaystyle {\text{Seguro}}\left\{{\begin{array}{c}{\text{que podré contribuir}}\\{\text{que aprenderé}}\\{\text{que lo pasaré bien}}\end{array}}\right\}{\text{en Wikipedia}}}
Escritas en línea seguida, las alternativas se separan por medio de barras. Por ejemplo: Seguro {que podré contribuir / que aprenderé / que lo pasaré bien} en Wikipedia.
En morfología, se utilizan para representar el significado de un morfema (entre llaves y comillas); por ejemplo, la palabra casa, /'kasa/, tiene el significado morfológico de {“lugar donde se habita”}.

## Uso en matemáticas
Se usan tradicionalmente para definir conjuntos. Por ejemplo,
{\displaystyle \lbrace x\in A|x\geqslant 0\rbrace } es el subconjunto de A que tiene elementos no negativos.
{\displaystyle \lbrace 1,4,9\rbrace } es el conjunto formado por 1, 4 y 9.

## Uso en informática

### Uso de las llaves en programación
- Se usan en algunos lenguajes de programación para definir el comienzo y el fin de un bloque de código o de datos.
- Se emplean para representar cierto tipo de definiciones o valores, como un arreglo.
- Las llaves se usan en matemáticas para encerrar un conjunto de elementos.
- En Curl son utilizados para delimitar expresiones y declaraciones similares al uso de los paréntesis en Lisp.
- En Pascal se usan para definir el comienzo y el final de comentarios en el código.
- En Perl las llaves se emplean para referirse a elementos de un arreglo asociativo.
- En PHP se usan para determinar estructuras.
- En Python y Ruby se utilizan para diccionarios y para conjuntos.
- En JSON se emplean para definir un objeto.